# OfficeV
OfficeV（オフィスブイ）は、音楽イベントプロデュース・音楽・映像ソフトの制作も手がける、2007年3月31日設立された日本のインディーズレーベル。代表はVATHOKIJA・NAKED SPYのKEN 石川。

## ポリシー
代表であるKEN 石川がVATHOKIJA・NAKED SPYやソロ活動のために2007年3月31日自ら立ち上げたことにより、所属アーティストのプロデュースなど様々なアドバイスがなされている。

## 所属アーティスト
- VATHOKIJA
- NAKED SPY